# Wag the Dog
Wag the Dog (No Brasil, Mera Coincidência; Em Portugal, Manobras na Casa Branca) é um filme de comédia de sátira política e humor negro dos Estados Unidos de 1997, produzido e dirigido por Barry Levinson e estrelado por Dustin Hoffman e Robert De Niro. O roteiro diz respeito a um spin doctor e um produtor de Hollywood que fabricam uma notícia falsa sobre uma guerra na Albânia para distrair os eleitores de um escândalo sexual envolvendo o Presidente dos Estados Unidos. O roteiro de Hilary Henkin e David Mamet é uma adaptação cinematográfica do romance American Hero, de Larry Beinhart.
Wag the Dog foi lançado um mês antes do início do escândalo Lewinsky e dos subsequentes bombardeios do Afeganistão e do Sudão em agosto de 1998 da fábrica farmacêutica Al-Shifa no Sudão pelo governo Clinton, o que levou a mídia a fazer comparações entre o filme e a realidade. A comparação também foi feita em dezembro de 1998 quando o governo americano iniciou uma campanha de bombardeio do Iraque durante o julgamento e impeachment de Bill Clinton sobre o escândalo Monica Lewinsky. Foi feito novamente na primavera de 1999, quando o governo interveio na Guerra do Kosovo e iniciou uma campanha de bombardeio contra a Iugoslávia, que coincidentemente faz fronteira com a Albânia.

## Resumo
O presidente dos Estados Unidos é pego fazendo avanços em uma jovem menor de idade dentro do Salão Oval, menos de duas semanas antes da eleição. Conrad Brean, um spin doctor, é trazido pelo assessor presidencial Winifred Ames para desviar a atenção do público do escândalo. Ele decide construir uma notícia falsa sobre uma guerra fictícia na Albânia, esperando que a mídia se concentre nisso. Brean entra em contato com o produtor de Hollywood Stanley Motss para criar a guerra, com uma música-tema e filmagens de uma órfã fotogênica. A farsa é inicialmente bem-sucedida, com o presidente ganhando espaço rapidamente nas pesquisas.
Quando a CIA descobre a trama, envia o agente Young para confrontar Brean sobre a farsa. Brean convence Young que revelar o engano é contra seus melhores interesses (e da CIA). Mas quando a CIA — em conluio com o candidato rival do presidente — relata que a guerra aconteceu, mas está chegando ao fim, a mídia começa a se concentrar no escândalo de abuso sexual do presidente. Para combater isso, Motss decide inventar um herói que foi deixado para trás das linhas inimigas na Albânia. Inspirados na ideia de que ele foi "descartado como um sapato velho", Brean e Motss pedem ao Pentágono que forneça à equipe um soldado chamado Schumann, em torno do qual uma narrativa de prisioneiros de guerra é construída, completa com camisetas, músicas patrióticas e bases falsas de manifestações de patriotismo e solidariedade. Como parte da brincadeira, o cantor folk Johnny Dean grava uma música chamada "Old Shoe", que é pressionada em um disco de 78 rpm, envelhecida prematuramente para que os ouvintes pensem que foi gravada anos antes e enviada à Biblioteca do Congresso a ser "encontrado". Logo, um grande número de velhos sapatos começou a aparecer no telefone e nas linhas de energia, sinais de que o movimento está se firmando.
Quando a equipe busca Schumann, eles descobrem que ele é de fato um condenado criminalmente insano do Exército. No caminho de volta, o avião tem um acidente aéreo e cai a caminho da Andrews Air Force Base. A equipe sobrevive e é resgatada por um fazendeiro, que mata Schumann depois que ele tenta estuprar a filha do fazendeiro. Aproveitando a oportunidade, Motss organiza um funeral militar elaborado para Schumann, alegando que ele morreu de ferimentos sofridos durante seu resgate.
Enquanto assiste a um talk show político, Motss fica frustrado com o fato de a mídia estar creditando o aumento do presidente nas pesquisas ao slogan da campanha eleitoral: "Não troque de cavalo no meio do caminho", em vez do trabalho duro de Motss. Apesar de já ter afirmado ter se inspirado no desafio, Motss anuncia que deseja crédito e revelará seu envolvimento, apesar da oferta de embaixador de Brean e do terrível aviso de que ele está "brincando com sua vida". Depois que Motss se recusa a recuar, Brean relutantemente ordena que sua equipe de segurança o mate. Um noticiário informa que Motss morreu de ataque cardíaco em casa, o presidente foi reeleito com sucesso e uma organização terrorista albanesa assumiu a responsabilidade por um recente bombardeio.

## Elenco
- Dustin Hoffman (Stanley Motss)
- Robert De Niro (Conrad "Connie" Bean)
- Anne Heche (Winifred Ames)
- Denis Leary (Fad King)
- Willie Nelson (Johnny Dean)
- Andrea Martin (Liz Butsky)
- Kirsten Dunst (Tracy Lime)
- William H. Macy (Sr. Young)
- John Michael Higgins (John Levy)
- Suzie Plakson (Grace)
- Woody Harrelson (Sargento William Schumann)
- Michael Belson (Presidente)
- Suzanne Cryer (Amy Cain)
- David Koechner (Diretor)
- James Belushi (James Belushi)
- Jay Leno (Jay Leno)
- Craig T. Nelson (Senador John Neal)

## Produção

### Título
O título do filme vem da expressão idiomática do idioma inglês " the tail wagging the dog", referenciada no início do filme por uma legenda que diz:
Por que o cachorro abana o rabo?

Porque um cachorro é mais esperto que sua cauda.

Se a cauda fosse mais inteligente, abanaria o cachorro.

### Motss e Evans
Diz-se que o personagem de Hoffman, Stanley Motss, foi baseado diretamente no famoso produtor Robert Evans. Foram observadas semelhanças entre o personagem e os hábitos de trabalho de Evans, maneirismos, peculiaridades, estilo de roupas, penteado e óculos grandes de armação quadrada; na verdade, diz-se que o verdadeiro Evans brincou: "Eu sou magnífico neste filme". Hoffman nunca discutiu nenhuma inspiração que Evans possa ter proporcionado para o papel, e afirma na faixa de comentários para o lançamento do DVD do filme que grande parte da caracterização de Motss se baseava no pai de Hoffman, Harry Hoffman, ex-gerente de adereço da Columbia Pictures.

### Créditos do roteiro
O prêmio para os créditos do roteiro para o filme tornou-se controverso na época, devido a objeções de Barry Levinson. Depois que Levinson se tornou diretor, David Mamet foi contratado para reescrever o roteiro de Hilary Henkin, que foi vagamente adaptado do romance American Hero, de Larry Beinhart.
Dada a estreita relação entre Levinson e Mamet, a New Line Cinema pediu que Mamet recebesse o crédito exclusivo pelo roteiro. No entanto, Writers Guild of America interveio em nome de Henkin para garantir que Henkin recebesse crédito de roteiro compartilhado em primeira posição, descobrindo que — como roteirista original — Henkin havia criado a estrutura do roteiro, bem como grande parte da história e do diálogo da tela.
Posteriormente, Levinson ameaçou (mas não deixou) o Clã, alegando que Mamet havia escrito todo o diálogo, além de ter criado os personagens de Motss e Schumann, e originado a maioria das cenas ambientadas em Hollywood e todas as cenas ambientadas em Nashville. Levinson atribuiu as inúmeras semelhanças entre a versão original de Henkin e o eventual roteiro de filmagem a Henkin e Mamet trabalhando no mesmo romance, mas WGA discordou em sua decisão de arbitragem de crédito.

## Música
Wag the Dog é um álbum da trilha sonora do cantor e compositor e guitarrista britânico Mark Knopfler, lançado em 13 de janeiro de 1998 pela Vertigo Records internacionalmente e pela Mercury Records nos Estados Unidos. O álbum contém músicas compostas para o filme Wag the Dog. O filme apresentava músicas criadas para a campanha fictícia empreendida pelos protagonistas, incluindo "Good Old Shoe", "The American Dream" e "The Men of the 303". Essas músicas aparecem no álbum da trilha sonora como faixas instrumentais. Somente a faixa-título contém vocais.
Em sua crítica ao AllMusic, Stephen Thomas Erlewine deu ao álbum quatro de cinco estrelas, chamando-o de uma das "melhores partituras de Knopfler, alternadamente graciosas e enraizadas".

## Lista de faixas
Toda as faixas foram feitas por Mark Knopfler.
| N.º            | Título               | Duração |  |
| 1.             | "Wag the Dog"        | 4:44    |  |
| 2.             | "Working on It"      | 3:27    |  |
| 3.             | "In the Heartland"   | 2:45    |  |
| 4.             | "An American Hero"   | 2:04    |  |
| 5.             | "Just Instinct"      | 1:36    |  |
| 6.             | "Stretching Out"     | 4:17    |  |
| 7.             | "Drooling National"  | 1:53    |  |
| 8.             | "We're Going to War" | 3:23    |  |
| Duração total: | Duração total:       | 24:09   |  |

## Recepção
No Rotten Tomatoes, Wag the Dog tem uma classificação de aprovação de 85% com base em 72 avaliações, com uma classificação média de 7,3/10. O consenso crítico do site diz: "Sátira política inteligente, bem-atuada e desconfortavelmente presciente do diretor Barry Levinson e de um elenco de estrelas". Em Metacritic, que atribui uma classificação média ponderada, o filme tem uma pontuação de 73 em 100, com base em 22 críticos, indicando "críticas geralmente favoráveis".
Roger Ebert premiou o filme com quatro das quatro estrelas e escreveu em sua resenha para o Chicago Sun-Times: "O filme é uma sátira que contém lastro realista suficiente para ser provocativamente plausível; como o Dr. Strangelove, ele faz você rir e então isso faz você pensar". Ele o classificou como seu décimo filme favorito de 1997.

## Prémios e nomeações
- Recebeu duas nomeações ao Oscar 1998, nas seguintes categorias:
  - Melhor Ator (Dustin Hoffman)
  - Melhor Argumento Adaptado
- Recebeu três nomeações ao Globo de Ouro, nas seguintes categorias:
  - Melhor Filme - Comédia/Musical
  - Melhor Actor - Comédia/Musical (Dustin Hoffman)
  - Melhor Argumento
- Recebeu uma nomeação ao BAFTA 1999, na categoria de Melhor Argumento Adaptado
- Ganhou o Prémio do Júri no Festival de Berlim.[19]

## Série de TV
Em 27 de abril de 2017, a Deadline informou que Barry Levinson, Robert De Niro e Tom Fontana estão desenvolvendo uma série de TV baseada no filme para HBO. A Tribeca Productions de De Niro irá co-produzir junto com a empresa de Levinson e Fontana.

## Termo e uso de "abane o cachorro"
A frase política abanar o cachorro é usada para indicar que a atenção está sendo desviada propositalmente de algo de maior importância para algo de menor importância. O idioma deriva da década de 1870. Em um jornal local, The Daily Republican: "Lembrando do dilema de Lord Dundreary, o americano de Baltimore pensa que, para a Convenção de Cincinnati para controlar o Partido Democrata, seria o 'rabo balançando o cachorro'". A frase, então e agora, indica uma situação inversa na qual uma entidade pequena e aparentemente sem importância (a cauda) controla uma entidade maior e mais importante (o cão). Foi novamente utilizado na década de 1960. O filme se tornou uma "realidade" no ano seguinte ao lançamento, devido ao escândalo de Lewinsky. Dias após o escândalo, Bill Clinton ordenou ataques com mísseis contra dois países, Afeganistão e Sudão. Durante os processos de impeachment, Clinton também bombardeou o Iraque, atraindo mais acusações de "abanar o cachorro" e com o escândalo ainda em mente do público em março de 1999, seu governo lançou uma campanha de bombardeio contra a Iugoslávia.